# Michel Sibra
 (août 2021).
Si vous disposez d'ouvrages ou d'articles de référence ou si vous connaissez des sites web de qualité traitant du thème abordé ici, merci de compléter l'article en donnant les références utiles à sa vérifiabilité et en les liant à la section « Notes et références ».
Michel Sibra est un réalisateur et scénariste français, également écrivain et photographe, né en 1947 à Guingamp (alors Côtes-du-Nord désormais Côtes-d'Armor).

## Biographie
Pour son film La Soule (1989), il est nommé pour le César du meilleur premier film à la 15e cérémonie des César.
2000 - 2002 : Chargé de cours d'écriture scénaristique à l'ISIC (Institut des Sciences de l'Information et de la Communication) - Université Michel de Montaigne - Bordeaux 3
2004 - 2005 : Président du Groupe 25 Images (Association professionnelle de réalisateurs de télévision)
2006 - 2009 : Administrateur télévision de la Société des Auteurs et Compositeurs Dramatiques (SACD)
2007 - 2013 : Gérant de la société de Production audiovisuelles Western Prod

## Filmographie

### Cinéma
- 1982 : Le Cachot (court métrage) - Production Pierre Tati, avec Eric Marion, Feodor Atkine, Jean Champion

Prix de la Ville de Villeneuve-la-Garenne
Prix du Jury - Festival de Tempere (Finlande)
- 1986 : Wasp (court métrage) avec Jean-François Stevenin
- 1989 : La Soule avec Richard Bohringer, Christophe Malavoy, Marianne Basler, Roland Blanche, Jean-Pierre Sentier, Jean-François Stevenin. Nommé aux César 1990 Meilleur Premier Film -

Prix du Jury - Festival de la Ciotat
1991 - L'Homme qui s'évada - Sélection de la Villa Medicis Hors les Murs pour repérages en Guyane et au Brésil
2001 - Skydance - Scénario d'une fiction pour la Géode en 70mm I-Max - Réalisation Eric Magnan
2014 - La Sentinelle - Scénario - Aide à l'écriture du CNC - Fiction franco-israélienne non réalisée

### Télévision
- 1993 : Si le loup y était Prix du scénario du Film pour la Jeunesse - Association "Entre les Lignes"

Avec Monique Chaumette, Julien Guiomar, Olivier Pajot, Jean-Sébastien Bressy
- 1993 : Maigret et les témoins récalcitrants, série Maigret - Avec Bruno Cremer, Denise Chalem, Marc Duret, Olivier Pajot, Gisèle Casadsus
- 1995 : Le Malingot  avec Alexandre Cros, Julien Guiomar, Isabelle Renault, Isabelle Sadoyan
- 1996 : Mafia rouge avec Fanny Bastien, Feodor Atkine, Jacques Perrin
- 1997 : Les lauriers sont coupés  avec Catherine Frot, Monique Chaumette, Olivier Pajot, Jean-Sébastien Bressy
- 2000 : Le Mystère Parasuram avec Virginie Lemoine, Alain Doutey, Arielle Semenoff, Mélanie Doutey, Bernard Farcy
- 2000 : Un jeune Français  avec Marie-France Pisier, Joaquina Belaunde, Alain Doutey, Alexia Portal, Mathieu Simonet
- Prix du Meilleur téléfilm Festival de Saint-Tropez 1999
- Sélection de la Fiction TV française à New York - Septembre 2002

- 2001 : Le Vol de la colombe  avec Christian Charmetant, Patachou, Danielle Arditi, Niels Tavernier
- 2001 : Le Châtiment du Makhila  avec François-Eric Gendron, Jean-Marc Thibault, Rose-Marie La Vaullée, Jean-Paul Farré
- 2003 : Rien ne va plus  avec Macha Méril, Jean-Marc Thibault, Darry Cowl, Gwendoline Hamon
- 2010 : Tempêtes, coréalisé et coproduit avec Dominique Baron et Marc Rivière,
- avec Philippe Torreton, Alexia Barlier, Agathe Dronne, Nicky Marbot, Arno Chevrier
- 2011: Mister Bob, scénariste - Réalisteur Thomas Vincent
- avec Clovis Cornillac, Marc Zinga, Olivier Rabourdin, Aladin Reibel

### Photographe de plateau
- 1980 : L'Œil du maître de Stéphane Kurc

## Œuvre littéraire

### Romans
- La Danse du soleil, roman policier, Paris, Fayard, 1997  (ISBN 978-2-213-59888-8) - Prix du Quai des Orfèvres 1998
- La Guerre de Jop, roman d'aventures, Paris, Thélès, 2008  (ISBN 978-2-303-00023-9)
- L'Indien blanc, roman d'aventures, Paris, L'Harmattan, 2018  (ISBN 978-2-343-15139-7)
- La Reine du Ritz, roman historique, Paris, Le Sémaphore, 2021  (ISBN 978-2-35226-054-7)
- Arizona mon amour, roman historique, Lille, MVO, 2022  (ISBN 978-2-492-29834-9)

### Littérature d'enfance et de jeunesse
- Bruno et le mystère des égouts, écrit en collaboration avec Dominique Roulet, illustrations de Jean-Louis Boutier, Paris, Éditions G.P., coll. « Souveraine » no 350, 1977  (ISBN 978-2-261-00302-0)

### Autre publication
- Lourdes : rencontre des hommes, rencontre de Dieu, de Raymond Lavedan, photographies de Bruno Decharme et Michel Sibra, Paris, Le Centurion/Morigane, 1981  (ISBN 978-2-227-05034-1)